# بیژن مفید
بیژن مفید (۲۲ خرداد ۱۳۱۴ در تهران – ۲۱ آبان ۱۳۶۳ در لس‌آنجلس) نمایش‌نامه‌نویس ایرانی بود.
از او نُه نمایش‌نامه انتشار یافته و بعضی از نوشته‌هایش به روی صحنه آمده و بیش از ۱۵۰ نمایش‌نامه رادیویی و تلویزیونی را ترجمه و کارگردانی کرده است. شهر قصه پرآوازه‌ترین اثر بیژن مفید است.

## خانواده
بیژن مفید ۲۲ خرداد ۱۳۱۴ با تباری گرکانی در تهران متولد شد. او فرزند غلامحسین مفید و قدسیه فریور و برادر بهمن مفید، اردوان مفید، هومن مفید و هنگامه مفید است. غلامحسین مفید در هزاره فردوسی ۱۳۱۳ خورشیدی روبروی عبدالحسین نوشین که نقش رستم را داشت، نقش بیژن را بازی می‌کرد. به همین دلیل، به شگونِ آن نمایش، نام نخستین فرزندش را بیژن گذاشتند.
پدر او، غلامحسین مفید، نویسنده، کارگردان و بازیگر نقش‌های شاهنامه‌ای و موسیقی‌دان بود؛ بنابراین بیژن از همان کودکی با شعر، دستگاه‌های موسیقی و نمایش‌های سنتی ایرانی آشنا شد. او در کودکی، نواختن ویولن را نزد استاد ظهیرالدینی فرا گرفت.

## تحصیل

### مدرسه
او هم‌زمان با تحصیل، شب‌ها برای آموختن بازیگری به هنرستان هنرپیشگی (با مدیریت دکتر مهدی نامدار) نزد استادانی چون عطاءالله زاهد و علی‌اصغر گرمسیری به یادگیری تئاتر می‌پرداخت.
فهیمه راستکار، هوشنگ لطیف‌پور، علی نصیریان، جعفر والی، پرویز بهرام، رضا بدیعی و جمشید لایق از هم دوره‌های بیژن مفید بودند. در سال ۱۳۳۲ در هنرستان در مسابقه نمایش‌نامه‌نویسی با نمایش‌نامه «عروسک‌ها» شرکت کرد اما برنده نشد.

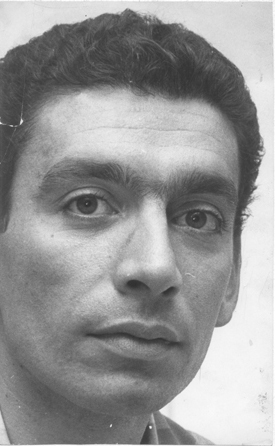
در مرداد ۱۳۳۱

### دانشگاه
بعد از پایان دبیرستان در دانشکده حقوق و سپس در دانشکده ادبیات دانشگاه تهران با ریاست علی‌اکبر سیاسی به تحصیل ادبیات انگلیسی پرداخت. همین سال‌ها با عباس جوانمرد، هوشنگ لطیف‌پور، پرویز بهرام و دیگران به جلسات تئاتر شاهین سرکیسیان می‌رفت.
تحصیل در رشته ادبیات انگلیسی او را در برگردان آثار گوناگون به فارسی و انگلیسی توانمندکرد.

## تئاتر

### آغاز
سال ۱۳۳۳ دیویدسن برای تدریس ادبیات نمایشی آمریکایی در دانشگاه به تهران آمد و بیژن مفید با همکاری او نمایش‌نامه باغ‌وحش شیشه‌ای اثر تنسی ویلیامز را با بازی بیژن مفید در صحنه گرد در انجمن ایران و آمریکا با موفقیت زیاد روی صحنه برد. بیژن مفید برای روی صحنه بردن نمایش‌نامه شهر ما نوشته تورنتون وایلدر و همه پسران من نوشته آرتور میلر دستیار کارگردان او بود. بعد از دیویدسن در همکاری با جرج کویین بی در تهران در نمایش‌نامه‌های بیلی باد(اثر هرمان ملویل)، مرد دوم و سفر دراز روز در شب (یوجین اونیل) به عنوان بازیگر و دستیار کارگردان با او همکاری کرد.

### دهه ۱۳۴۰
بیژن مفید با چندین گروه‌های تئاتری همراهی و همکاری داشت. ایده‌های جستجوگر او برای زبان تئاتری منجر به تشکیل «آتلیه تئاتر» در ۱۳۴۵در سال و کارگاه نمایش در سال ۱۳۴۷ شد.

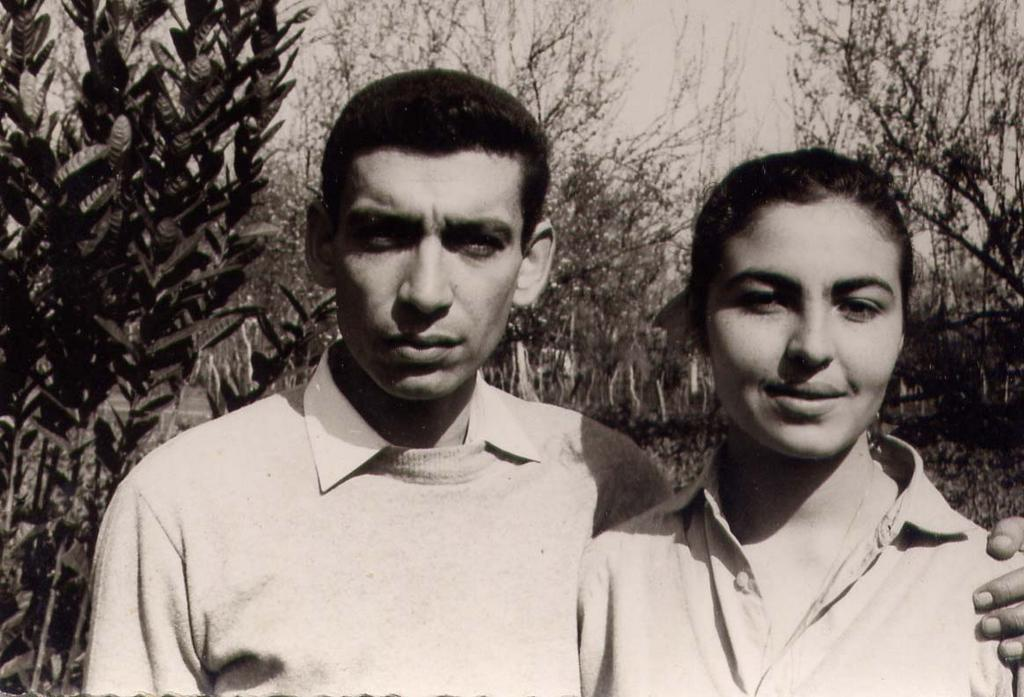
بیژن مفید و جمیله ندایی (۱۳۴۴)

بیژن مفید بین سال‌های ۱۳۴۲ تا ۱۳۴۷ حدود ۱۵۰ نمایش‌نامه از آثار کلاسیک دنیا برای برنامه دوم رادیو تهران، چندین قصه برای کودکان، مؤسسه انتشارات فرانکلین و ترجمه چندین فیلم‌نامه فیلم‌های آمریکایی و انگلیسی برای دوبلاژ ترجمه و کارگردانی کرد.
پس از هم پاشیدن گروه هنری و انحلال آتلیه تئاتر در سال ۱۳۴۹ بیژن مفید به همکاری با کارگاه نمایش و بازی در نمایش «ناگهان…» و نمایش‌نامه‌خوانی «ترس و نکبت رایش سوم» (اثر برتولت برشت) پرداخت.
کارگاه نمایش به همت بیژن صفاری و رضا قطبی و با کارگردان‌هایی مانند خجسته کیا با نمایش‌نامه حلاج، ایرج انور با نمایش‌نامه نظارت عالیه و بیژن مفید با نمایش‌نامه ماه و پلنگ شروع به کار کرد و تا ۱۳۵۸ گروه‌های مختلفی به جستجوهای تئاتری پرداختند.

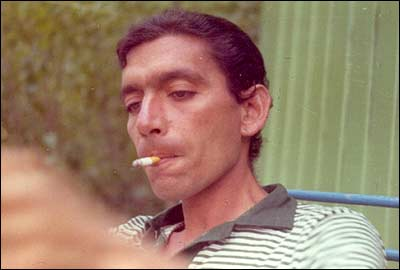
در سال ۱۳۴۸، عکس از جمیله ندایی

### دهه ۱۳۵۰
او در سال ۱۳۵۱ با همکاری تعدادی از بازیگران کارگاه نمایش از جمله پرویز پورحسینی، محمدباقر غفاری و رضا رویگری به تمرین نمایش «جان نثار» پرداخت. اما با ممانعت حکومت این نمایش بین سال‌های ۱۳۵۱ تا ۱۳۵۴ تنها برای اعضای کارگاه نمایش و به شکل رپرتوار اجرا شد. او در این نمایش از نمایش روحوضی و بحر طویل‌خوانی، و استفاده از داستانی جسورانه، به نقد هجو قدرت در نظام‌های خودکامه پرداخته بود.
بیژن مفید از سال ۱۳۵۰ به مدت ده سال همکاری اش را با مرکز تئاتر کانون پرورش فکری کودکان و نوجوانان به عنوان نمایشنامه‌نویس کودکان ایران آغاز کرد. وی در این مدت نمایشنامه‌های «ترب»، «کوتی و موتی»، «شاپرک خانوم» و «بزک نمیر، بهار میاد» را نوشت و به صحنه برد. هر یک از این نمایش‌ها بیش از دو سال در مراکز مختلف کانون بر صحنه بودند
پس از انقلاب ۱۳۵۷ ایران در سال ۱۳۵۹سرپرست «مؤسسه چهل طوطی» شد. فعالیت این مؤسسه در زمینهٔ ضبط و تکثیر نوار صوتی نمایش‌های سابق خود و اجرای چند نمایش دیگر از جمله «آخرین پرواز»، «شازده کوچولو» و «خاموشی دریا» بود.

## خروج از ایران
بیژن مفید در اوایل دهه ۶۰ از ایران ابتدا به قصد سفر به فرانسه خارج شد. اما دولت فرانسه به او روادید نداد. او سپس برای دیدار با برادر خود به لس‌آنجلس مهاجرت کرد. در آمریکا نیز فعالیت تئاتری خود را ادامه داد. در آغاز «شهرقصه» و «جان نثار» را بار دیگر به صحنه برد و سپس «سهراب، اسب، سنجاقک» را به زبان انگلیسی برگرداند و این نمایش را با عنوان The Dragonfly (سنجاقک) با گروهی آمریکایی به اجرا درآورد. به علت بیماری مفید، اجرای «ماه و پلنگ» در شهرهای دیگر آمریکا به غیر از لس‌آنجلس ممکن نشد.

## درگذشت
مفید سال‌ها دچار ناراحتی کبد و تجمع خون در ریه بود. او بارها تحت عمل جراحی قرار گرفت و تنها ساعتی پس از آخرین عمل جراحی، در بیست و یکم آبان سال ۱۳۶۳ درگذشت.
زمانی که او در بیمارستان و در بستر مرگ بود خانواده وی درخواست روادید برای سفر به آمریکا و آخرین دیدار با او را کردند؛ ولی دولت آمریکا به آنان روادید نداد و او در تنهایی درگذشت.

## سَبک هنری
گفته می‌شود که بیژن مفید نمایشنامه «ماه و پلنگ» را از دوران تبعید و خانه‌نشینی محمد مصدق بر گرفته‌است.

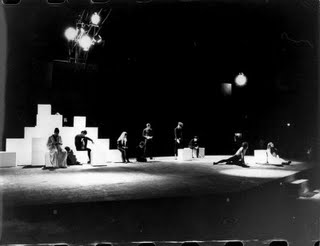
اجرای نمایش ماه و پلنگ

او در خلق آثار خود از دیگر شیوه‌های گوناگون نمایش ایرانی مانند پرده‌خوانی، نقالی، بحر طویل خوانی، آواز خوانی، نوحه خوانی، پرده‌خوانی و معرکه‌گیری بهره می‌گرفته‌است.
مفید اعتقاد داشت که زبان فارسی، زبان شعر است و بنابراین نمایش ایرانی باید به زبان شعر باشد. به همین دلیل «شهرقصه» به زبان شعر روایت می‌شود.

## زندگی شخصی
همسر اول او فریده فرجام (نویسنده) بود که از این ازدواج دو فرزند به نام‌های افشین و شیما دارد. او پس از جدایی از او با جمیله ندایی ازدواج کرد. جمیله پیش از انقلاب از بیژن جدا شد. این زوج دارای دو پسر به نام‌های مزدا و نیما بودند. پس از آن او با اعظم مفید (تغییر نام داده به اعظم گرگین) ازدواج کرد که این ازدواج تا هنگام مرگ بیژن مفید ادامه یافت.

## نمایش‌ها
نمایش‌نامه‌هایی از بیژن مفید که در طول زندگی وی به صورت نوار کاست ضبط و منتشر شدند:

### شهر قصه
- نویسنده و کارگردان: بیژن مفید
- طراح و سازنده ماسک‌ها:
- مهندس هوشنگ کبیر. آتلیه تئاتر و بیژن محتشم برای دومین جشن هنر شیراز در شهریور ۱۳۴۷ انجمن اطلاعات بانوان ۱۳۴۷ و ۱۳۴۸ پخش تلویزیونی. این نمایش به علت سختی اجرا. " چون نمایش موزیکال بود و بازیگران جوان به صورت پلی بک اجرا شد.
- داستان‌سرا: جمیله ندائی
- روباه: عباس جاویدان. صدا بیژن مفید
- شتر نقال: اردوان مفید. بهزاد ندایی. مهدی علی بیگی - صدا: بیژن مفید
- خرس رمال: فرخ صوفی - صدا: بهمن مفید
- فیل: حسین والامنش
- خر خراط: محمود استادمحمد
- اسب عصار: سهیل سوزنی
- طوطی شاعر: سهیل سوزنی. صدا: هومن مفید
- خاله سوسکه: تهمینه مدنی
- موش عاشق: هومن مفید
- سگ عطار: فرهاد صوفی
- بز بزاز: رشید کنعانی، صدا: بهمن مفید
- میمون رقاص: آرش

آوازها: سازنده آهنگ‌ها. خواننده و نوازنده پیانو بیژن مفید است. سازنده آهنگ حمومی بیژن مفید و خواننده بهمن مفید. تصنیف زاهدی به میخانه بر اساس غزلی از شیخ بهایی است. آواز گندم از اشعار قدیمی ایرانی است. 

### شاپرک‌خانوم
اولین اجرا فرهنگ‌سرای نیاوران ۱۳۵۰
- نویسنده: بیژن مفید
- کارگردان: دان لافون
- شاپرک‌خانم: سوسن فرخ‌نیا
- عنکبوت: اردوان مفید
- ملخ:
- مگس: رضا بابک
- زنبور عسل: بهرام شاه‌محمدلو
- کرم شبتاب: خسرو شایسته
- خاله سوسکه: مرضیه برومند

همچنین در اجرای دوم این نمایشنامه هنگامه مفید نقش شاپرک خانوم را به عهده داشت.

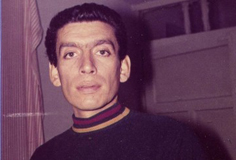

نمایشنامه صوتی شاپرک خانوم:
- شاپرک خانوم: سوسن مقصودلو
- عنکبوت: بهمن مفید
- ملخ: بیژن مفید
- سوسکی: تامی
- موسکی: سحر
- سوسک مادر: فهیمه راستکار
- کرم شب‌تاب: رضا رویگری
- زنبور عسل: جمشید گرگین
- مگس: سیروس ابراهیم‌زاده

### کوتی و موتی
اجرای دوم کاست صدا
- نویسنده و کارگردان: بیژن مفید
- کوتی: فریده صابری
- موتی: نیما گرگین
- پدر کوتی: رضا رویگری
- مادر کوتی: هنگامه مفید (هنگامه یاشار)
- پدر موتی: سیروس ابراهیم‌زاده
- مادر موتی: آذر دانشی
- نقش الاغ: بهمن مفید
- نقش گاو: رضا ژیان

### اولین پرواز (گنجشک کوچولو)
- اقتباس از اثر ماکسیم گورکی
- کارگردان: بیژن مفید
- پودیک بچه گنجشک: هنگامه مفید (هنگامه یاشار)
- مامان گنجشک: شمسی فضل‌الهی
- بابا گنجشک: رضا ژیان
- مرنو خانِ گربه: رضا رویگری
- گوینده: فهیمه راستکار
- خواننده: هنگامه مفید (هنگامه یاشار)
- شعر و آهنگ: بیژن مفید

### خاموشی دریا» (نمایش‌نامه رادیویی)
- نویسنده: ژان بروله (ورکور)
- کارگردان: بیژن مفید
- پیرمرد: بیژن مفید
- دختر: فهیمه راستکار
- ورنرفون اورناک: ناصر طهماسب